# Йордан Каменов
Йордан Каменов е български литературен критик, музеен ръководител, литературен историк, редактор и писател.

## Биография
Йордан Емилов Каменов е роден на 2 февруари 1945 г. в София. Завършва средното си образование в Механотехникум „София“ през 1963 г. През 1974 г. завършва висше образование с магистърска степен по българска филология с втора специалност педагогика в Софийския държавен университет като отличник на випуска.
В периода 1968 – 1977 г. работи като конструктор и редактор на списание „Монтажи“ в Научноизследователския и проектантски институт „Монтажи“ в София. В периода 1978 – 1995 г. е главен уредник на музея „Вапцаров“, като изгражда музейната експозиция на музея „Вапцаров“ в Банско.
В периода 1990 – 1995 г. е председател на профсъюза на музейните работници в България към КНСБ, и говорител и ръководител на пресцентъра на КНСБ през 1991 – 1993 г. Създател на вестник „Закрила“, орган на КНСБ, до 1995 г., чийто редактор е в периода 1991 – 1992 г.
От 1995 до 2002 г. е директор на Националния литературен музей. Организира над 60 изложби в България и в чужбина за редица български писатели, и за периоди и теми в българската литература.
Като музеен ръководител създава над 30 сценария за юбилейни чествания и рецитали, 5 сценария за документални филми, изнася над 1200 беседи, лекции и слова за Вапцаров и други български писатели. От 1996 г. е член на Съюза на българските писатели и дописен член на Българската академия на науките и изкуствата. От 2002 г. е на свободна писателска практика.

## Творчество
От 1973 г. започва да пише литературно-критически рецензии и статии, като има над 300 публикации в специализирани литературни и музейни издания и всекидневници – рецензии, статии, студии, монографии, есета, предговори/послеслови. Съставител, редактор и издател на книги, антологии и сборници. Автор на енциклопедични статии за поредицата томове „Литературна периодика“ на БАН и „Пиринският край“.

## Книги

### Самостоятелни произведения
- „Фирма Монтажи: 60 г. история“ (2006)
- „Словото в немилост“ (2012)

### Серия „Вапцаров“
1. „Властта, историята и Вапцаров“ (2004)
2. „Вапцаров между митовете и любовта“ (2009)

### Сборници
- „Преди и сега – равно на всякога“ (1996) – публицистика
- „Те можеха да бъдат нобелисти“ (2010) – есета

### Антологии съставени от писателя
- „Покани ме дяволът ...“ (2012) – поетични хумористични произведения от български автори